# Apples
Apples − miejscowość w gminie Hautemorges w Szwajcarii, w kantonie Vaud, w okręgu Morges. Do 30 czerwca 2021 samodzielna gmina.